# (385185) 1993 RO
(385185) 1993 RO – planetoida z grupy obiektów transneptunowych.

## Odkrycie
Planetoida została odkryta 14 września 1993 roku przez amerykańskich astronomów Davida Jewitta i Jane Luu w obserwatorium na Mauna Kea.
Nazwa planetoidy jest prowizoryczna.

## Orbita
Orbita (385185) 1993 RO nachylona jest do płaszczyzny ekliptyki pod kątem 3,7°. Na jeden obieg wokół Słońca ciało to potrzebuje ponad 244 lata, krążąc w średniej odległości 39,1 j.a. od Słońca. Jest to plutonek, pozostaje on w rezonansie orbitalnym 3:2 z Neptunem.

## Właściwości fizyczne
(385185) 1993 RO ma średnicę ok. 92 km. Jego albedo wynosi ok. 0,09, a jasność absolutna to 8,4m. Temperatura na powierzchni tego ciała oceniana jest na 45 K.